# Сюга-Какси
Сюга-Какси — деревня в Можгинском районе Удмуртской республики.

## География
Находится в юго-западной части Удмуртии на расстоянии приблизительно 10 км на запад по прямой от районного центра города Можга.

## История
Известна с 1873 года как деревня Сюги-Какси (Люга) с 24 дворами, в 1893 — 62 (русских дворов 38, вотских 24), в 1905 — 71, в 1924 — 62. Основателями деревни были удмурты, переселившиеся сюда в конце XVIII века из деревни Люги-Какси Старотрыкской волости Малмыжского уезда. Русские переселились во второй половине XIX века: первые из деревень: Сорвей, Шушор, Осиновицы и других Глазовского уезда, позднее из деревни Лагуновой Нолинского уезда. До 2021 года входила в состав Большепудгинского сельского поселения.

## Население
Постоянное население составляло: 209 человек (1873 год), 356 (1893), 370(1905), 328 (1924), 4 в 2002 году (русские 50 %), 1 в 2012.